# Détachement motorisé autonome de Madagascar
Le détachement motorisé autonome de Madagascar (DMAM) est une unité militaire française des troupes coloniales stationnée dans la colonie de Madagascar de 1947 à 1957.

## Création et différentes dénominations
- avril 1947 : création détachement motorisé autonome de Madagascar (DMAM)
- décembre 1957 : renommé régiment colonial interarmes de Madagascar (RCIA-M)
- décembre 1958 : devient 7e régiment interarmes d'outre-mer (7e RIAOM)

## Historique
Le DMA de Madagascar est créé le 1er avril 1947 à Tananarive. Il est constitué d'un bataillon de tirailleurs sénégalais, ex-Ier bataillon du 1er régiment mixte de Madagascar, qui prend le nom de bataillon d'infanterie du détachement motorisé autonome (BIDMA), et d'un escadron de reconnaissance à trois pelotons (escadron de reconnaissance de Madagascar). Ce dernier est formé en octobre 1946 à Melun ou à Fréjus en septembre 1946. Embarqué à Marseille le 31 janvier 1947 et débarqué à Tamatave le 7 mars 1947, il compte trois pelotons d'automitrailleuses Panhard 178B et des véhicules tout-terrain Hotchkiss W15 et S20 (de). Peu avant la constitution effective du détachement, une insurrection anticoloniale est déclenchée (29 mars 1947). Le DMAM est engagé dans les opérations de maintien de l'ordre colonial,. Il est engagé dans des opérations mobiles contre les regroupements rebelles, en soutien au maillage militaire territorial, dans la région de Tananarive et en pays betsiléo jusqu'en août 1948.
Fin 1947, le DMAM reçoit une compagnie de transport et une compagnie du génie, puis en 1949 une batterie d'artillerie et une compagnie de ramassage sanitaire. Le DMAM prend garnison à Tananarive.
En décembre 1957, le DMA de Madagascar est renommé régiment colonial interarmes de Madagascar. La batterie du RCIAM passe l'année suivante au Ier groupe du 13e régiment d'artillerie de marine.

## Chefs de corps
- 1947 : lieutenant-colonel Farret[1]

## Traditions
Le détachement motorisé autonome de Madagascar conserve les traditions du 1er RMM dissous fin 1947.